# وليم فوكس تالبوت
وليم هنري فوكس تالبوت (بالإنجليزية: William Henry Fox Talbot)‏ (1800 - 1877) مصور فوتوغرافي إنجليزي قام بدور كبير في تطوير عملية تظهير الصور، كما أنه ابتكر طريقة تشبه الطريقة المتبعة حالياً والقائمة على إنتاج سلبيات صغيرة للصورة يمكن استخدامها لإنتاج الصورة المطلوبة، وكان ذلك عام 1835 وذلك على خلاف الأسلوب الذي اتبعه جوزيف نيبس ولويس داجير.

صورة التقطها فوكس تالبوت عام 1853

## روابط خارجية
- وليم فوكس تالبوت على موقع الموسوعة البريطانية (الإنجليزية)
- وليم فوكس تالبوت على موقع إن إن دي بي (الإنجليزية)